# Hastings-on-Hudson
Hastings-on-Hudson – wieś w Stanach Zjednoczonych, w stanie Nowy Jork, w hrabstwie Westchester. W 2020 roku wieś zamieszkiwało 8590 osób.
Miejscowość położona jest pomiędzy rzekami Hudson i Saw Mill River. Przebiega przez nią linia kolejowa Hudson Line (stacja Hastings-on-Hudson), należąca do Metro-North Railroad, a także droga U.S. Route 9.